# Bill Horr
Marquis Franklin Horr, detto Bill (Munnsville, 2 maggio 1880 – Syracuse, 1º luglio 1955), è stato un discobolo, martellista, pesista, tiratore di fune e giocatore di football americano statunitense.

## Biografia
Ha partecipato ai giochi olimpici di Londra del 1908, gareggiando nell'atletica nel lancio del disco, dove ha vinto una medaglia di bronzo, nel lancio del disco in stile greco, vincendo una medaglia d'argento, nel getto del peso e nel lancio del martello, giungendo in entrambe le competizioni al sesto posto.
Ha preso parte, con la squadra statunitense, alla gara del tiro alla fune, classificandosi al quinto posto.
Ha anche praticato da giocatore il football, quando frequentava l'università di Syracuse, restando poi nell'ambiente come allenatore alla Northwestern University nel 1909 ed alla Purdue University dal 1910 al 1912.

## Palmarès
In carriera ha conseguito i seguenti risultati:
- Giochi olimpici

Londra 1908: argento nel lancio del disco stile greco e bronzo nel lancio del disco.